# 她有名字
《她有名字》是加拿大剧作家安德鲁·库曼2009年创作的一部人口贩卖题材的单幕剧，库曼在2010年将其扩展成多幕剧。库曼有感于仰光人口贩卖事件中死去的54名受害者，因此创作了该作品，作品主要讲述了儿童遭受贩卖后沦为性奴隶的故事。库曼之前也发表过其他作品，但《她有名字》是他创作的第一部多幕剧。这部剧的舞台首秀由戏剧导演斯蒂芬·瓦尔德施密特执导，于2011年2月在阿尔伯塔省卡尔加里市进行公演。2012年5月至10月期间，《她有名字》在加拿大巡回表演。该剧巡演期间，加拿大慈善组织 “更好的世界”(A Better World) 募集捐款，帮助那些被贩卖到泰国被迫成为泰国卖淫业一分子的妇女和儿童。 2014年，《她有名字》在美国加利福尼亚州佛森首次亮相，导演艾玛·艾德里奇当时仅是一名23岁的大学生。
剧本需要五个演员来扮演十个人物角色。两个主要人物分别是加拿大年轻律师杰森和年轻妓女18号，她声称自己15岁，已经卖淫6年。戏剧围绕着杰森深入妓院大本营进行调查的故事线展开，这个卖淫团伙将女孩贩卖到曼谷后，强迫她们从事卖淫。杰森认为妓女18号可能是人口贩卖事件的关键证人，因此他竭力获取她的信任，想要说服她出面指证这个卖淫团伙的恶行。剧中这个被迫卖淫的孩子没有名字，数字18就是她的称呼，这个细节反映出人口贩卖背后的受害者们平时所受的非人待遇：人贩子会给他们取一个新名字，或者干脆省事只用一个简单的数字来称呼，甚至有时候还会残忍地把数字烙在他们的身上。瓦尔德施密特希望《她有名字》可以在人口贩卖问题上给予加拿大人教育和警示，同时鼓励他们从自身做起，坚决反对性奴隶。
《她有名字》得到了加拿大社会各界积极分子的大力支持，包括国会议员乔伊·史密斯，基督慈善组织拉塔纳克国际 (Ratanak International)的布莱恩·麦康纳和国际非政府人权组织国际司法使团 (IJM) 加拿大区的杰米·麦金托什 。该剧的首演和第一轮巡演都获得了广泛好评。2012年加拿大巡演过程中，该剧在多个自由戏剧艺术节上进行演出，艺术节上来自蒙特利尔公报 (Montreal Gazette)、温尼伯自由新闻社 (Winnipeg Free Press) 和FM107电台 (CFEQ-FM) 的评论家们一致认为，这部话剧以其高品质和独特的道德价值脱颖而出。

## 背景

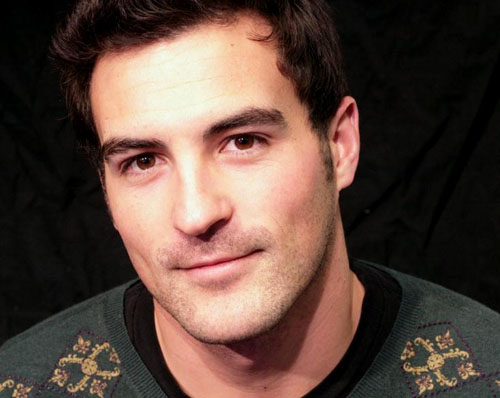
《她有名字》是安德鲁·库曼的第一部戏剧作品。

《她有名字》是剧作家兼作家安德鲁·库曼的第一部多幕剧作品。库曼的家乡在加拿大西部的阿尔伯塔省。2008年，他着手创作这部作品，并于2009年完成了单幕剧版本的写作。整个写作过程是在一位戏剧编剧的指导帮助下完成的，这位专业人士来自加拿大红鹿学院的一个剧本研习工作室 (Scripts At Work workshop)。2006年，库曼曾在泰国与一个加拿大电影摄制组合作过，这次宝贵的的经历也对他有所启发。后来，他打算进一步扩展已经完成的单幕剧，将其打造成一部多幕剧作品。库曼的其他作品包括青年小说《十枚银币：阿库拉的干货》(Ten Silver Coins: The Drylings of Acchora) ，以及两部剧作《住房》(Shelter)和《约瑟夫》(Joseph) ，这两部剧本都是在红鹿学院剧本研习讨论(Scripts At Work workshops)中创作出来的。
库曼第一次了解到人口贩卖，是在为非营利基督传教组织 “青年使命”(Youth With A Mission) 工作期间，工作地点位于马来西亚东南部，正是在那里他见到了被贩卖的儿童。库曼后来意识到，加拿大也有人口贩卖这样的事情发生。库曼希望通过《她有名字》这部作品 ，引起社会对于人口贩卖问题，特别是性剥削问题的关注。
为了增加话剧的真实性，库曼针对人口贩卖问题做了一系列的研究，还与被解救的受害者们沟通交流。研究仰光人口贩卖事件的过程中，他注意到一些细节：贩卖团伙将121人锁在一个水箱里，从缅甸贩卖到泰国，后来驾车司机弃车，当有人发现时，水箱中有54人因窒息或体温过高已经失去生命体征。司机之所以弃车，是因为车没油了。发现卡车的时间是2008年4月，当时车中载有男人、女人，还有孩子。库曼了解到许多被贩卖的可怜女孩最后都被迫沦为了妓院的卖淫儿童，于是决定以此事件作为背景展开创作。
2010年1月，演员们依照单幕剧剧本进行了一次完整的剧本朗读表演。尽管剧本并未完成，参演演员也只是业余水平而已，但却在观众中间引发了强烈的反响。后来，烈焰丛林剧院 (Burnt Thicket Theatre)的艺术顾问斯蒂芬·瓦尔德施密特对这部作品十分感兴趣，读过之后表示这剧本让他爱不释手。最初，他并不愿意插手这部话剧，因为这其中涉及的问题非同小可，背后人性的丑恶难以想象，但他最终还是选择与库曼合作，在原单幕剧的基础上另外加入一小时的内容，终于在2010年年底完成了这部多幕剧剧本的创作。该剧表演全长大约为90-120分钟。烈焰丛林剧院 (Burnt Thicket Theatre)成为这部话剧的最初制作公司。

## 人物

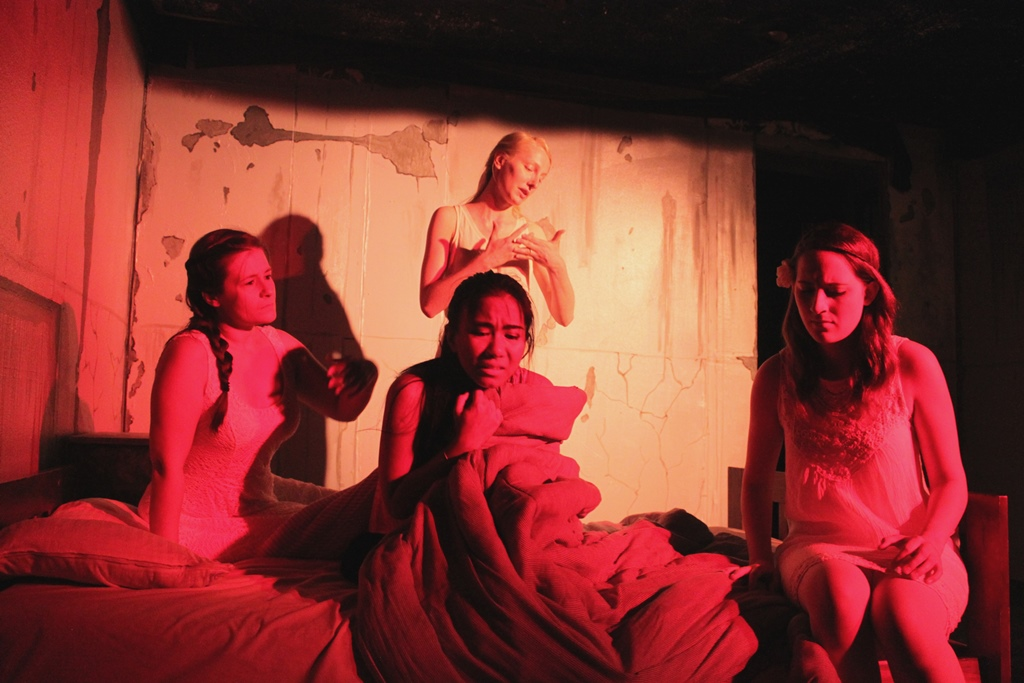
这些声音有的似天使，有的如魔鬼，时而令人恐惧，又时而令人欣慰。

《她有名字》有十个人物角色，但演员只有五人，包括四个女演员和一个男演员。主要角色是杰森和妓女18号。杰森是一位年轻的加拿大律师，拥有处理公司法相关事务的经验。但是，他认为自己志不在此，就转而为联合国和一个反对性贩卖的非政府组织工作，负责处理国际人权法事务。 剧中的女主人公18号是一个年轻的妓女，声称自己15岁，已经从事卖淫六年了。艾丽是杰森的妻子，他们有两个年幼的女儿。玛尔塔是杰森的上司，多年来的司法工作使她变得非常坚强，如今还依旧执著且坚定地追求着正义。其他人物还包括一个无名皮条客和他的帮手，一个无情的妓院老鸨，人称妈妈桑。
剧本需要一位男演员一人分饰两角——杰森和皮条客。杰森和18号一直被四个声音环绕。《红鹿拥护者》(Red Deer Advocate) 评论员拉娜·米其林称，这些声音富有诗意和预言性，他们的存在就好比古希腊悲剧中用来解释剧情的合唱队。这些声音有的似天使，有的如魔鬼，是由扮演18号、玛尔塔、艾丽和妈妈桑的女演员发出的。尽管这些声音有时突显出卖淫行业的恐怖，但与此同时也为妓女18号带来了心灵的抚慰。到了戏剧的结尾才表明，这个合唱队是由死去的儿童卖淫者组成的。

## 情节概述

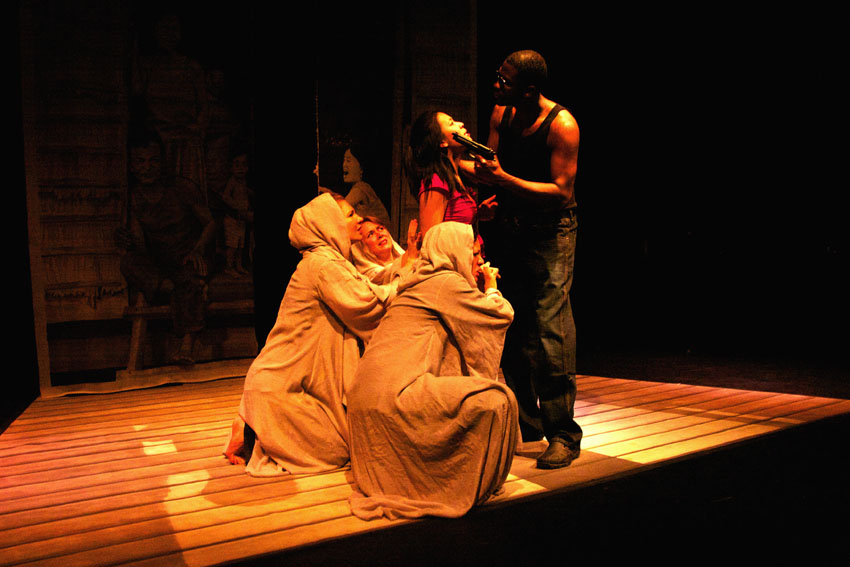
尽管18号是皮条客最中意的妓女，但还是经常遭受虐待。

皮条客在酒吧强奸了18号，然后对她进行性奴役。18号的父亲在她年幼时就去世了，此后她和家人一直艰难度日。陌生人把还是孩子的她从柬埔寨的家中拐走，选了一个数字当她的名字，然后强迫她在许多国家卖淫。辗转多国，18号最终成为泰国儿童卖淫行业中的一员。她的顾客大多数是有钱人，其中许多是外国游客。18号被关在一家名为“珍珠”(The Pearl) 的妓院酒吧的黑屋子里，屋里陈设只有一张桌子和破床。每当她不听从妓院老鸨妈妈桑的命令时，妈妈桑就会对着她破口大骂，拳打脚踢。 18号祈祷有人能来救她于水火之中。当时，18号是“珍珠”妓院(The Pearl) 中最出挑、最抢手的妓女，也是她的皮条客最中意的一个。她十分擅长在性事上满足男顾客们，但举止中又仍然残存着点孩童的纯真--她会用裙子去擦脸，还会自娱自乐，摆弄裙子的下摆。
杰森辞别了加拿大的妻子和孩子们，放弃了岳父律师事务所中薪酬丰厚的工作，孤身前往泰国，为一个非政府组织工作。他通过Skype通信软件与妻子艾丽联络。杰森的首要任务是找到人口贩卖事件的证人或是幸存者，然后捣毁他们被贩卖到的妓院场所。因为杰森的上司玛尔塔是女性，无法进入妓院一探究竟，于是便派杰森潜入妓院进行调查。他的调查重点是这个横跨亚洲的妓院团伙，他们强迫被贩卖来曼谷的女孩从事卖淫，而卖淫行业是儿童性旅游产业的一部分。目前发现一辆废弃卡车，车里载有性工作者的尸体。为了能对妓院团伙立案处理，杰森假扮嫖客，与妓女见面，希望他们其中有人能出面作证，揭露这一团伙的真实面目。他见到的第一个妓女是18号，她试图引诱杰森，这让他有些尴尬难堪。但是，杰森认为18号可能是这一事件的关键证人，因此他竭力说服她作证。其他妓女都因为太害怕而不敢提供证据。18号回答了杰森一些问题，比如她来自哪里，在哪里工作过以及工作了多长时间，但条件是回答一个问题支付100泰铢。她透露，她曾经在泰国和马来西亚被迫卖淫。

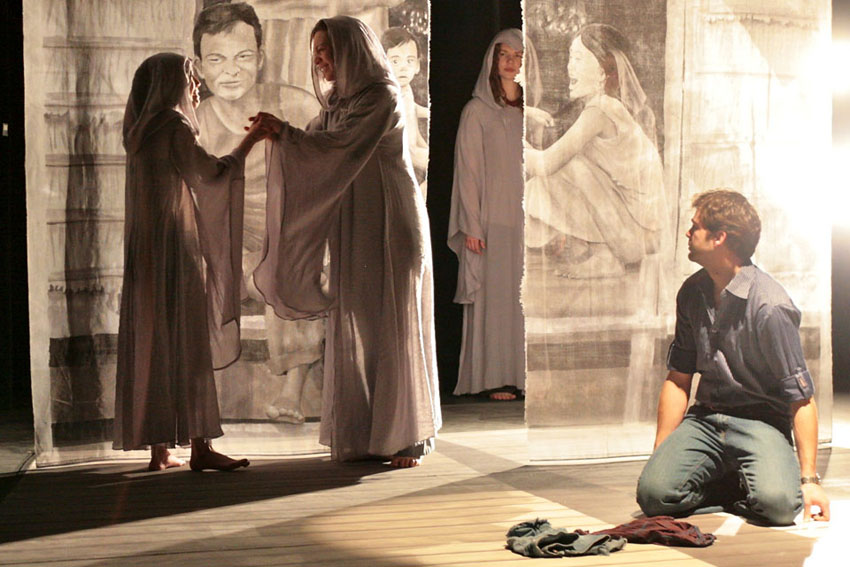
在她的皮条客杀死她之后，18号加入了死去的儿童妓女合唱队。

18号是卡车车厢事件的亲历者之一，她侥幸逃过一劫，最后沦落到“珍珠”妓院 (The Pearl)。她的内心痛苦万分，她不明白杰森究竟想要什么。但她清楚，每个谈论过卡车车厢事件的女孩都遇害了，因此不愿作证。一天夜晚，18号在妓院的一个聚会上受伤了，当杰森到访时，发现她几乎不能走路。当他告诉艾丽自己的所见所闻时，妻子恳求他不要再犯险，赶紧回家，但杰森相信他来到曼谷是天意指引。 18号渐渐发现杰森与其他经常光顾“珍珠”的男人不一样，于是决定信任他，并同意出面作证妓院的恶行，但前提是杰森能救她出去。
杰森付给18号的皮条客足够多的钱，希望可以带她出妓院过一个周末。但是，还没等杰森到那儿带走18号，妈妈桑就发现并没收了杰森以前付给18号的钱，猜到他们这一去就再也不会回来了。等杰森来接18号时，妈妈桑谎称18号已经死了，把钱还给了杰森。杰森不相信妈妈桑的话，情绪变得十分激动。妈妈桑讥讽他说，他身处的西方世界崇尚的享乐主义，才是第三世界中人口贩卖和卖淫行业的罪魁祸首。杰森抑制住想要教训妈妈桑的冲动，转头离开，去向玛尔塔汇报情况。玛尔塔接到消息称18号还活着，她想要通过冒充律师去保护18号的权利，帮她脱离苦海。但是，皮条客用枪迫使玛尔塔离开。当杰森再次尝试营救18号时，皮条客杀死了她。 18号加入了死去的儿童妓女合唱队，这些妓女一直在一旁观察和评论整部剧的发展。

## 表演历程

### 首演

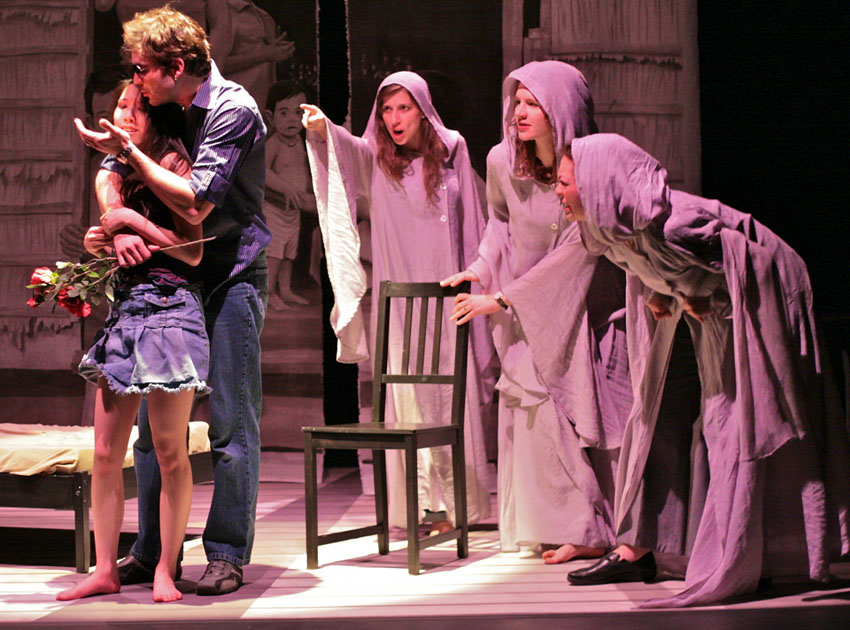
2011年演出人员（从左到右依次是） ：丹妮丝·黄，亚伦·克罗格曼，卡里·罗素，格伦达·沃肯丁和西耶娜·豪威尔·霍顿

《她有名字》舞台首秀是由瓦尔德施密特执导的，他同时还负责舞台场景设计。亚伦·克罗格曼饰演杰森和无名皮条客，西耶娜·豪威尔·霍顿饰演妈妈桑，格伦达·沃肯丁饰演玛尔塔，丹妮丝·黄饰演18号，卡里·罗素饰演艾丽。 瓦尔德施密特在阿尔伯塔省内的玫瑰花蕾剧院 (Rosebud Theatre)观看过沃肯丁的表演后，建议她参加这部剧的试镜。作为导演，瓦尔德施密特得到了黄、克罗格曼和库曼的高度评价，库曼还称赞了他的舞台设计之精巧。同样，瓦尔德施密特也肯定了各位演员的精彩表演。他说，这部剧一开场就是一幕强奸场景，尽管他自己作为演员时也表演过类似的场景，但他发现比起如何去演，其实如何去执导舞台上的呈现才是最难的。《她有名字》的首演是由烈焰丛林剧院 (Burnt Thicket Theatre)和公益组织“为他们发声”(Raise Their Voice)两方共同监制的。  基尔多南-圣保罗区 (Kildonan-St. Paul) 的国会议员乔伊·史密斯办公室也发文宣传了《她有名字》的首秀演出。
首秀演出定于2011年2月，地点位于卡尔加里的艾普克艺术中心。2月23日至3月5日，该剧将在艺术中心的摩特尔表演厅(Motel stage)上演。门票很快收售一空。原计划3月12日才去红鹿市进行表演，结果由于观众呼声强烈，首演四天后，该剧就在红鹿市的斯科特·布洛克剧院 (Scott Block Theatre)上映了。 在红鹿市表演的所有门票都被抢空。该剧在观众中间引发强烈反响，触动了许多观众的心灵。  库曼了解到，观看完首演的观众反应各不相同，有的与其他人讨论人口贩卖的话题，有的写信给国会议员，又或是以其他独特的方式来表达他们观看这部剧之后对这一话题的感受。甚至有的观众，一年后还会联系瓦尔德施密特，告诉他这部剧给他们带来的深远影响。伴随着《她有名字》的首轮演出，烈焰丛林剧院 (Burnt Thicket Theatre)还发布了帮助人口贩卖受害者群体的各组织名称。2月26日演出结束之后，剧院还组织了一场关于人口贩卖的专题讨论会。